# Dubašnica
Dubašnica je nekadašnje selo i župa na sjeverozapadu otoka Krka, koje je osnovano negdje pred kraj 15. stoljeća, najkasnije 1491. kada su žitelji dobili pravo na vlastitog župnika. Selo Dubašnica je izumrlo u 18. stoljeću od malarije, a u 19. stoljeću njegovu funkciju preuzima naselje Bogovići u kojima je 1644. započela gradnja kapele Majke Božje Karmelske, ali je ime župe i dalje ostalo Dubašnica, a prisutno je i danas u imenu općine Malinska – Dubašnica. Na mjestu nekadašnje kapelice danas se nalazi Župna crkva sv. Apolonara, a mjesto Bogovići danas je gotovo sraslo s Malinskom. Područje današnje Dubašnice čini 19 manjih naselja.

## Ime
Ime je dobila po hrastu (dubu), odnosno gustim šumama duba kojima je taj kraj bio prekriven.

## 19 naselja Dubašnice
Bogovići (nekadašnje središte, danas tu funkciju ima Malinska), Barušići, Kremenići, Ljutići, Milčetići, Milovčići, Oštrobradić, Porat, Radići, Sveti Ivan, Strilčići, Sabljići, Sveti Anton, Sveti Vid-Miholjice, Turčići, Vantačići, Zidarići, Žgombići

## Povijest
Sredinom 15. stoljeća na područje Dubašnice, Šotoventa i sjeverni dio općine Dobrinj knez Ivan VII. Frankopan, je naselio 200-tinjak obitelji s Velebita kojima je dao zemlju na upravljanje, a zauzvrat su morali davati dio prinosa njegovoj plemićkoj obitelji. Dotadašnje hrvatsko stanovništvo te je doseljenike zvalo Murlacima ili Morlacima, tj. Vlasima. Međutim, tako su otočani općenito nazivali stanovnike priobalja; npr. stanovnici Krka i Mlečani kanal između Krka i Vinodola nazivali su Murlačkim kanalom. Prema tome radilo se zapravo većinom o Hrvatima, a što potvrđuju i njihova prezimena prema kojima su sela kasnije i dobila nazive. Osim Hrvata bilo je i nekoliko doista vlaških obitelji. 
Već koncem 15. st. dio doseljenika je odselio u Istru i naselio se na područje planine Ćićarije, tzv. Ćići.
Do 19. stoljeća ti su doseljenici u Dubašnicu (Morlaci) govorili jednom vrstom romanskog dijalekta, krčkoromanski ili se još koristi naziv Murlačka Besida, koji je s vremenom poprimio većinu slavenskih riječi. Za razliku od njihovog jezika koji je izumro, dio onih Murlaka koji su odselili u Istru još i danas govore posebnom vrstom romanskog narječja istrorumunjskim.

## Gospodarstvo
Poljodjelstvo, povrtlarstvo i vinogradarstvo.

## Poznate osobe
- Josip Antun Kraljić
- Branko Fučić
- Ivan Milčetić
- Stanko Dujmović
- Pijo Dujmović

## Zanimljivosti
Poznato je da je pustinja Prizidnice na otoku Čiovu imao pripadnike koji su došli čak iz ovog sela.

## Izbor iz literature o Dubašnici
- Tomislav Galović: O Dubašnici i njezinim ljudima. Prinosi za povijest dubašljanskoga kraja na otoku Krku, Adamić, Rijeka i Povijesno društvo otoka Krka, Krk, 2004.
- Tomislav Galović: Pregled povijesti Dubašnice na otoku Krku/Dubašnica – Land und Leute, Panonski ljetopis – Pannonisches Jahrbuch – Pannon Ėvkönyv – Panonski letopis, godina 2004., izd. Pannonisches Institut, Pinkovac – Güttenbach 2004.

## Vanjske poveznice
- Odsjek za povijest - FFZG Tomislav Galović, bibliografija